# Brsečine
Brsečine (italsky Bercine) je malá vesnice a přímořské letovisko v Chorvatsku v Dubrovnicko-neretvanské župě, spadající pod opčinu města Dubrovník. Nachází se asi 18 km severozápadně od Dubrovníku. V roce 2011 zde žilo celkem 96 obyvatel.
Vesnice je napojena na silnici D8. Sousedními vesnicemi jsou Dubravica, Slano a Trsteno.